# Desarrollo ascolocular
En Micología, el desarrollo ascolocular es uno de los dos tipos generales de desarrollo de ascocarpos, donde estos se forman a partir de un ascostroma formado por hifas somáticas no diferenciadas llamadas hifas ascostromáticas, que se diferencian en un primordio con abudantes lóculos.
Posteriormente, como resultado de la fertilización, hifas generativas y ascogéneas crecen en los lóculos preformados que finalmente forman ascos. El resultado es la formación de un pseudotecio, es decir cualquier ascocarpo con un desarrollo ascolocular.

## Historia y antecedentes
La reciente revisión de AFTOL (“Assembling the Fungal Tree of Life”) de la filogenia de Ascomycota, dividió a este phylum en 3 grandes linajes evolutivos, otorgándoles el rango de subphylum:
- Taphrinomycotina, también conocidos informalmente como, archiascomycetes; por ejemplo: Protomyces, Taphrina, Pneumocystis.
- Saccharomycotina, también conocidos informalmente como, hemiascomycetes; por ejemplo: Saccharomyces, Pichia, Candida.
- Pezizomycotina, también conocidos informalmente como, euascomycetes; por ejemplo: Aspergillus, Neurospora, Peziza.

Pezizomycotina es el único subphylum que engloba la clase que presenta el desarrollo ascolocular. 
Los Pezizomycotina o euascomycetes (ascomicetos verdaderos) constituyen alrededor del 90% de Ascomycota, e incluye la mayoría de los hongos liquen. Estos son los ascomycetes filamentosos y su rasgo característico es que las especies que se reproducen sexualmente producen ascocarpos dentro del cual se forman sus esporas sexuales en un saco llamado asca. Inevitablemente con un rango tan amplio de organismos, sus miembros se pueden encontrar en todos los hábitats acuáticos y terrestres y participan en todos los ecosistemas, incluyendo la descomposición de madera y hojarasca, patógenos de animales y plantas, micorrizas y líquenes (con solo unas pocas excepciones).
La clasificación filogenética actual, basada principalmente en las secuencias de DNA de Ascomycota divide Pezizomycotina en diez clases. Únicamente Dothideomycetes presenta este tipo de desarrollo. 

## Clase Dothideomycetes (ascostroma; asca bitunicada)
Es la clase más diversa de ascomycetes que comprende 11 órdenes, 90 familias, 1 300 géneros y 19 000 especies. La clase incluye en su mayoría géneros  patógenos, endofíticos o epifíticos en plantas, saprótrofos en el suelo, parásito en hongos y animales, o simbiótico con algas para formar líquenes; las esporas sufren desarrollo ascolocular. La morfología del ascoma de Dothideomycetes, se diferencia de otras clases, ya que, las ascas se desarrollan en espacios  preformados, llamados lóculos, y el estroma a menudo forma una estructura en forma de matraz (pseudotecio) o abierta, en forma de copa que se asemeja a la morfología general del peritecio o apotecio.
Tradicionalmente, los caracteres morfológicos más importantes utilizados para definir los grupos principales en Ascomycota fueron el tipo de asca, la separación de las ascosporas, la morfología y el desarrollo del ascoma, así como la estructura y organización del centro. Los Dothideomycetes (anteriormente los loculoascomycetes) tienen ascas fisitunicados (o funcionalmente bitunicados), que emergen del desarrollo ascolocular en lóbulos preformados dentro del tejido vegetativo, que representa el ascoma. Las estructuras reproductivas en el desarrollo ascolocular se derivan de las células antes de que ocurra la fusión de tipos de apareamiento opuestos y pueden contener uno o varios lóculos. Esta forma de desarrollo ascolocular contrasta con el desarrollo ascohimenial que se encuentra en la mayoría de las otras clases de hongos. La asca fisitunicada se ha descrito durante más de cien años, pero la importancia del desarrollo ascolocular se enfatizó por primera vez en 1932. Es importante señalar que los conceptos de Nannfeldt también fueron la base para la integración de los líquenes de Santesson en la clasificación de hongos. En el asca fisitunicada, generalmente, las ascosporas se dispersan por la ruptura de las gruesas capas externas (ectotunica) en su ápice, permitiendo que la capa interna más delgada (endotunica) se alargue de manera similar a un "jack in a box". La endotunica alargada se rompe apicalmente y libera las ascosporas con fuerza a través de la abertura del ascoma. Las esporas se liberan en el aire, o bajo el agua en especies acuáticas.